# Семенівська сільська рада (Лисянський район)
Семе́нівська сільська́ ра́да — адміністративно-територіальна одиниця та орган місцевого самоврядування в Лисянському районі Черкаської області. Адміністративний центр — село Семенівка.

## Загальні відомості
- Населення ради: 412 особи (станом на 2001 рік)

## Населені пункти
Сільській раді підпорядковані населені пункти:
- с. Семенівка

## Склад ради
Рада складається з 12 депутатів та голови.
- Голова ради: Зозуля Віктор Олексійович
- Секретар ради: Тригуб Людмила Петрівна

### Керівний склад попередніх скликань
| Прізвище, ім'я, по батькові | Основні відомості                                                         | Дата обрання | Дата звільнення |
| --------------------------- | ------------------------------------------------------------------------- | ------------ | --------------- |
| Зозуля Віктор Олексійович   | Сільський голова, 1965 року народження, освіта вища, безпартійний         | 26.03.2006   | 31.10.2010      |
| Зозуля Віктор Олексійович   | Сільський голова, 1965 року народження, освіта вища, член Партії регіонів | 31.10.2010   |                 |

Примітка: таблиця складена за даними сайту Верховної Ради України

### Депутати
За результатами місцевих виборів 2010 року депутатами ради стали:

#### За суб'єктами висування
| Суб'єкт висування                                       | Кількість обраних депутатів | %    |
| ------------------------------------------------------- | --------------------------- | ---- |
| Самовисування                                           | 7                           | 58,3 |
| Партія регіонів                                         | 3                           | 25   |
| Народна партія                                          | 1                           | 8,3  |
| Соціально-екологічна партія «Союз. Чорнобиль. Україна.» | 1                           | 8,3  |

#### За округами
| № округу                                                | Прізвище, ім'я, по батькові     | Дата визнання обраним | Освіта             | Партійна приналежність | Відомості про обраного депутата              |
| ------------------------------------------------------- | ------------------------------- | --------------------- | ------------------ | ---------------------- | -------------------------------------------- |
| Народна Партія                                          |                                 |                       |                    |                        |                                              |
| 5                                                       | Зозуля Наталія Павлівна         | 04.11.2010            | середня            | позапартійна           | Семнівський СБК, директор                    |
| Партія регіонів                                         |                                 |                       |                    |                        |                                              |
| 3                                                       | Мороз Любов Русланівна          | 04.11.2010            | середня            | член Партії регіонів   | приватний підприємець                        |
| 11                                                      | Чернушенко Микола Володимирович | 04.11.2010            | середня            | член Партії регіонів   | тимчасово не працює                          |
| 12                                                      | Тригуб Анатолій Григорович      | 04.11.2010            | середня спеціальна | член Партії регіонів   | приватний підприємець                        |
| Соціально-екологічна партія «Союз. Чорнобиль. Україна.» |                                 |                       |                    |                        |                                              |
| 6                                                       | Зозуля Наталія Степанівна       | 04.11.2010            | середня            | позапартійна           | тимчасово не працює                          |
| Самовисування                                           |                                 |                       |                    |                        |                                              |
| 1                                                       | Тригуб Людмила Петрівна         | 04.11.2010            | середня спеціальна | член Партії регіонів   | Семенівська сільська рада, секретар          |
| 2                                                       | Литвин Василь Миколайович       | 04.11.2010            | середня            | позапартійний          | м. Боярка ЗАТ «Вентс», робітник              |
| 4                                                       | Волинець Анатолій Петрович      | 04.11.2010            | вища               | позапартійний          | приватний підприємець                        |
| 7                                                       | Бобир Людмила Миколаївна        | 04.11.2010            | середня спеціальна | член Партії регіонів   | Семенівська сільська рада, спеціаліст 2 кат. |
| 8                                                       | Поліщук Олег Васильович         | 04.11.2010            | середня            | позапартійний          | приватний підприємець                        |
| 9                                                       | Калюжний Микола Петрович        | 04.11.2010            | середня            | позапартійний          | тимчасово не працює                          |
| 10                                                      | Калюжна Світлана Степанівна     | 04.11.2010            | середня            | позапартійна           | Семенівська сільська рада, прибиральниця     |

## Населення
Згідно з переписом УРСР 1989 року чисельність наявного населення сільської ради становила 1014 осіб, з яких 435 чоловіків та 579 жінок.
За переписом населення України 2001 року в сільській раді мешкали 402 особи.

### Мова
Розподіл населення за рідною мовою за даними перепису 2001 року:
| Мова       | Відсоток |
| ---------- | -------- |
| українська | 98,54 %  |
| російська  | 1,46 %   |